# Steven Cozza
Steven Cozza (Petaluma, 3 maart 1985) is een voormalig Amerikaans wielrenner.

## Belangrijkste overwinningen
2005
- 1e etappe Tour de Nez
- Amerikaans kampioen tijdrijden, Beloften

2007
- 6e etappe Vuelta Chihuahua Internacional

## Resultaten in voornaamste wedstrijden
| Jaar | Ronde van Vlaanderen | Parijs-Roubaix |  | WK op de weg |
| ---- | -------------------- | -------------- |  | ------------ |
| 2008 |                      |                |  | 23e          |
| 2009 | 91e                  | 64e            |  |              |
| 2010 |                      |                |  |              |